# 17. pehotna divizija (Avstro-Ogrska)
17. pehotna divizija (izvirno nemško 17. Infanterie-Division oz. nemško 17. Infanterietruppendivision) je bila pehotna divizija avstro-ogrske kopenske vojske, ki je bila aktivna med prvo svetovno vojno.

## Zgodovina
Divizija se je bojevala na soški fronti. V bojih oktobra-novembra 1915 je divizija izgubila 250 častnikov in 11.400 vojakov. Med osmo soško ofenzivo je bila divizija nastanjena na severnemu delu Krasa. Med deveto soško ofenzivo je divizija predstavljala rezervo 7. korpusa.

## Organizacija
Maj 1941
- 33. pehotna brigada
- 34. pehotna brigada
- 19. poljskotopniški polk
- 7. poljskohavbični polk

## Poveljstvo
Poveljniki (Kommandanten)
- Johann von Henriquez: avgust - november 1914
- Aurel von Le Beau: november 1914 - maj 1915
- Karl Gelb von Siegesstern: maj 1915 - september 1916
- Vinzenz Ströher: september 1916 - november 1918